# Byxelkrok
Byxelkrok ist eine Ortschaft (småort) auf der schwedischen Ostseeinsel Öland. Der im Norden der Insel befindliche Ort gehört zur Gemeinde Borgholm und liegt direkt am Kalmarsund, an der Nordwestküste der Insel.

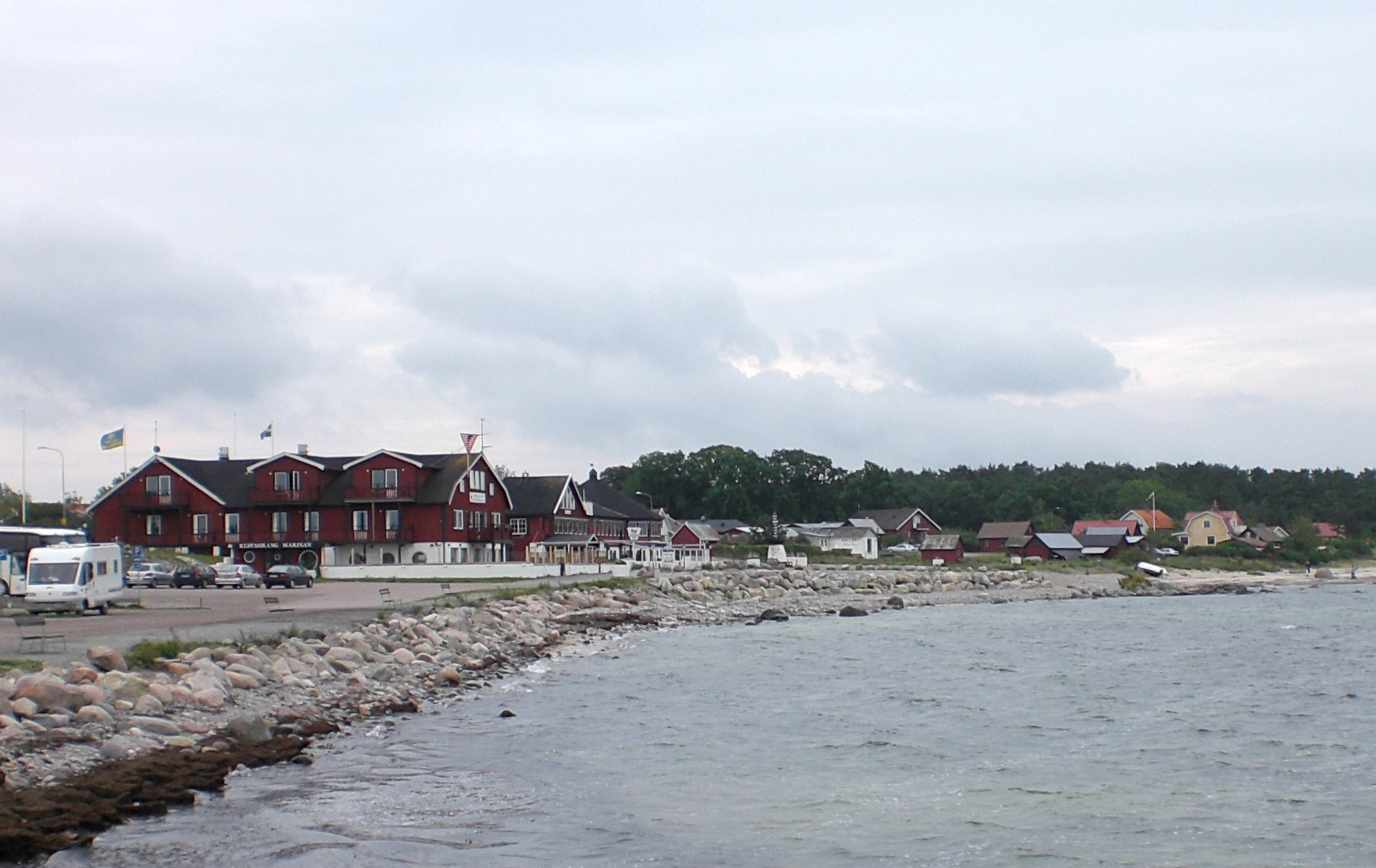
Blick vom Hafen nach Süden auf Byxelkrok

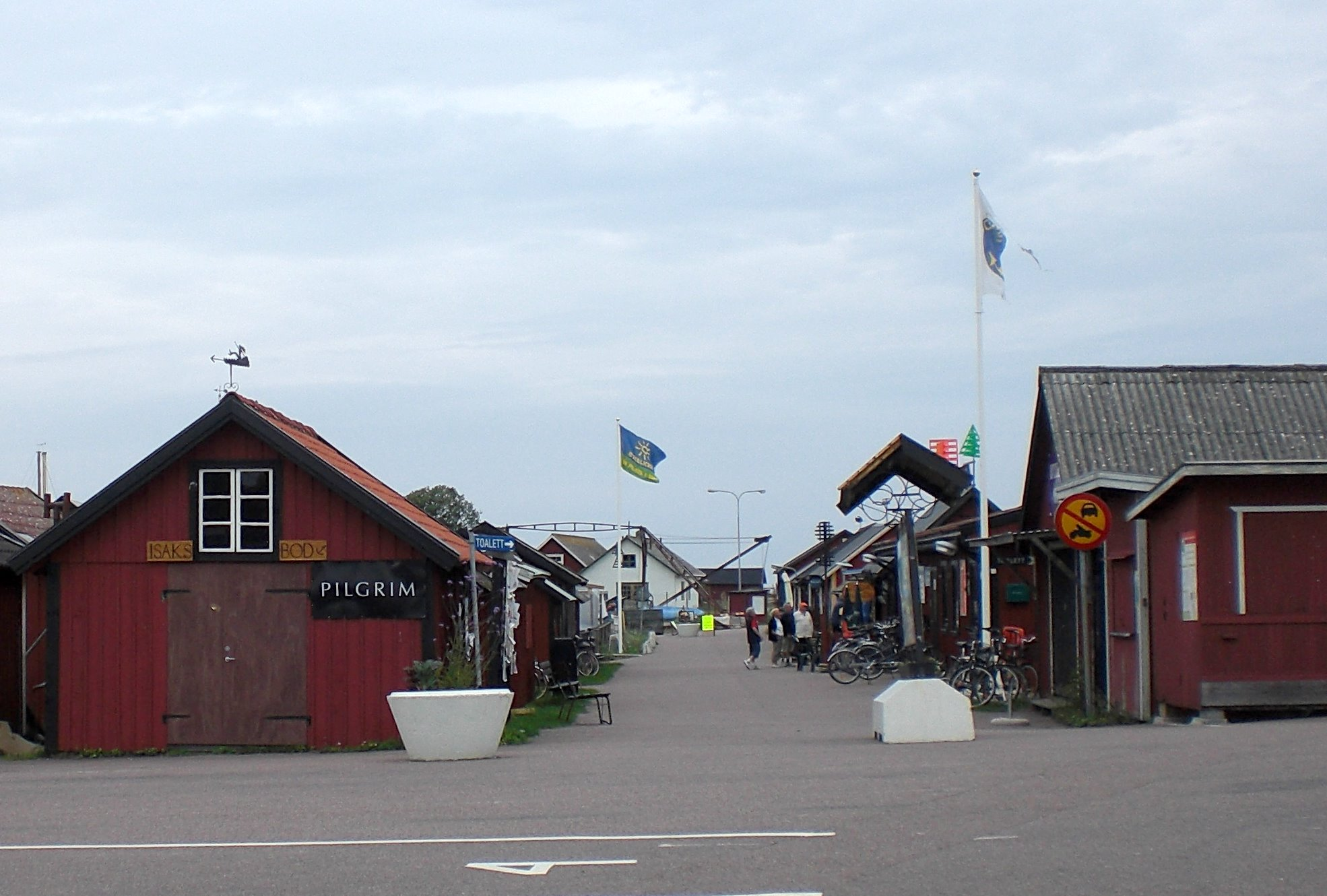
Gasse im Hafen

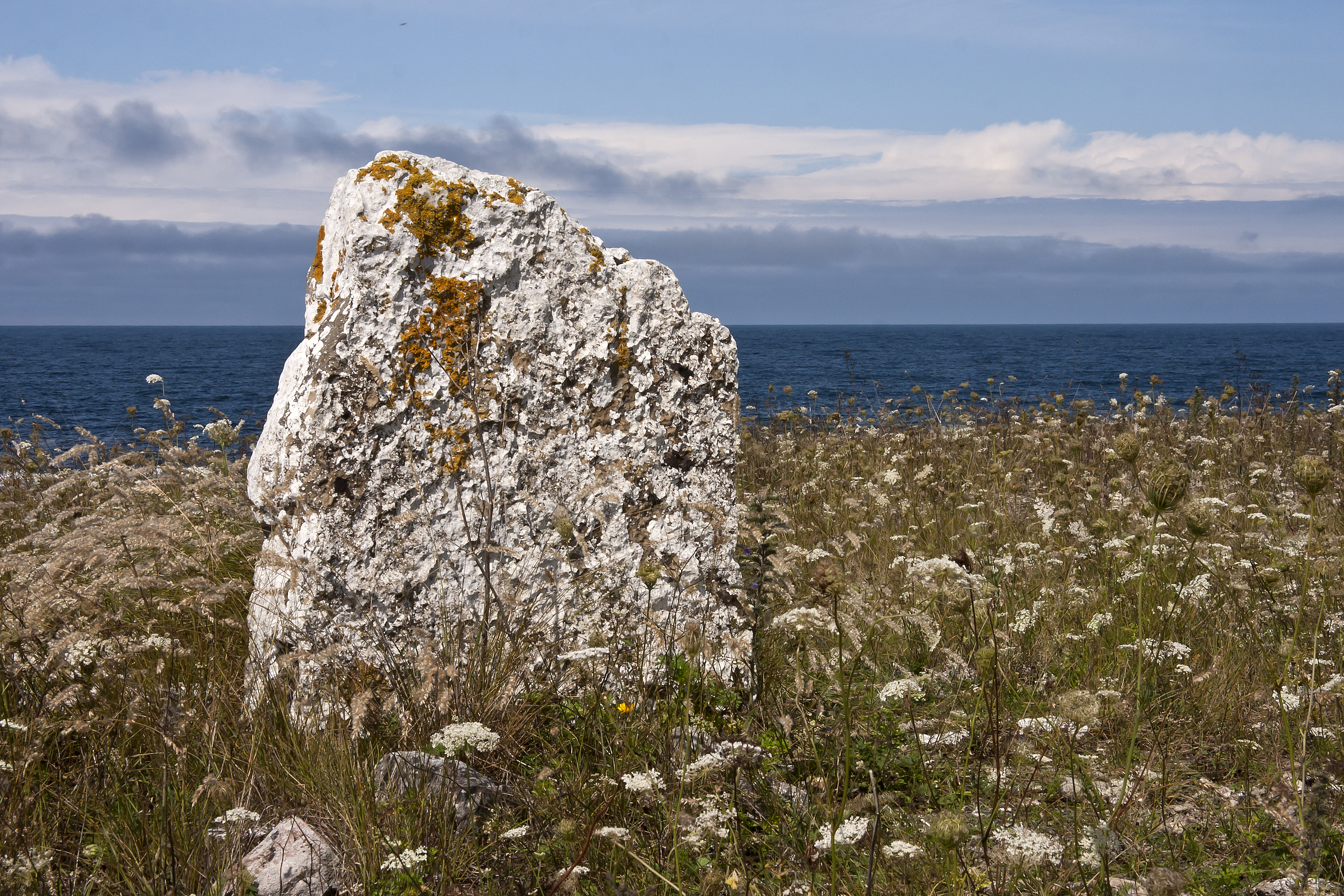
Ein Bautastein im Neptuni åkrar

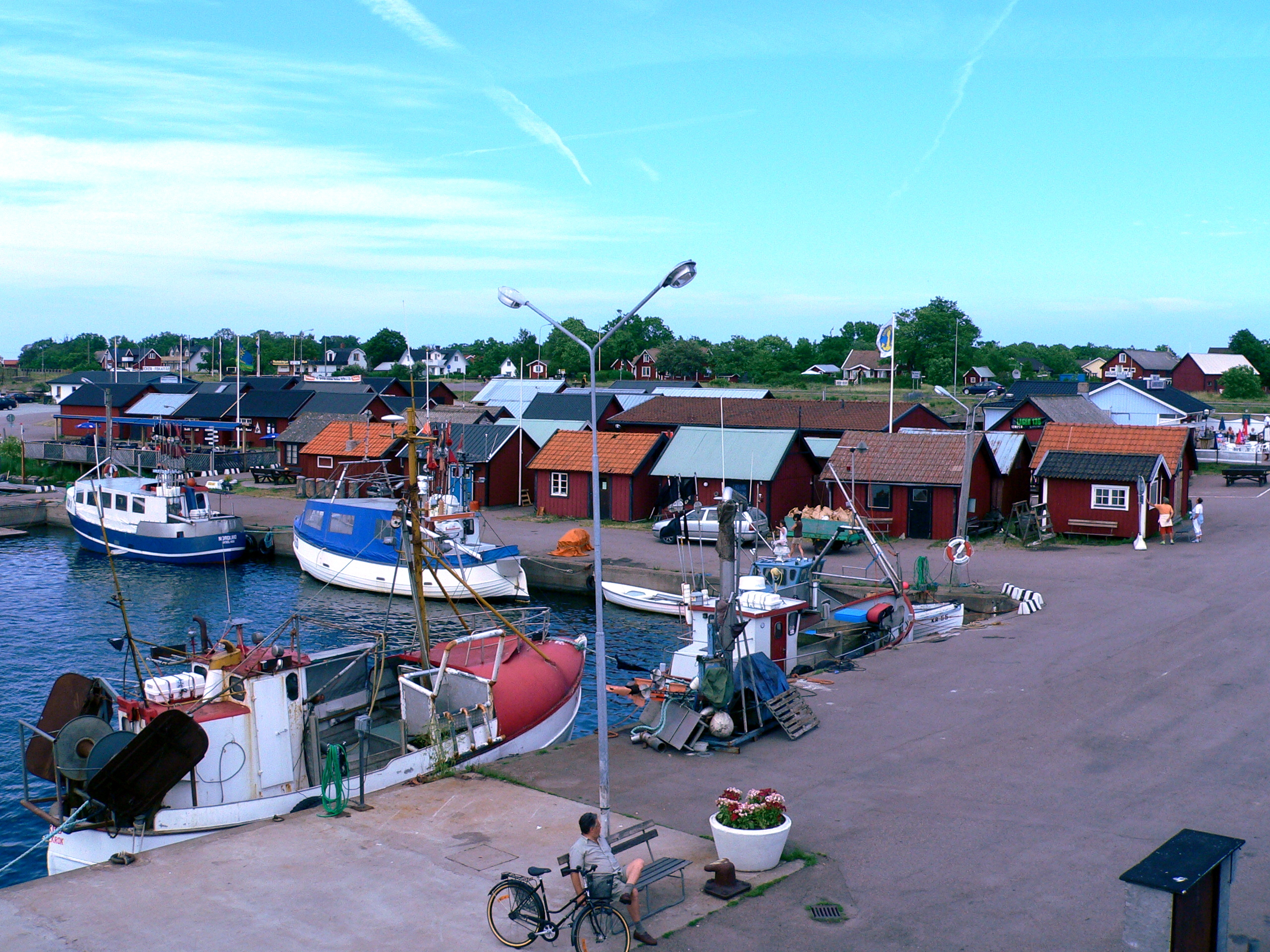
Blick auf den Hafen

Byxelkrok ist das regionale Zentrum an der Nordspitze Ölands. Durch den Ort führt die Landstraße 136. Aus dem Hafen des Orts bestehen Fährverbindungen nach Oskarshamn auf dem schwedischen Festland und zur Insel Blå Jungfrun. Östlich von Byxelkrok liegt das Dorf Torp.
Neben der Fischereiwirtschaft ist Byxelkrok mit mehreren Gastronomiebetrieben und Einzelhandel in der Sommersaison ein lokales Zentrum des Tourismus.
Im Ort steht die Kirche von Byxelkrok. Nördlich der Ortslage befindet sich das Gräberfeld von Byxelkrok, der aufrechtstehende Kalkstein Höga flisa sowie das Naturreservat Neptuni åkrar. Die Gebiete östlich des Orts gehören zum Ökopark Böda.

## Persönlichkeiten
In Byxelkrok wurde der schwedische Autor Lennart Sjögren (* 1930) geboren.